# Oscar Olson
Oscar G. Olson va ser un esportista estatunidenc que va competir a cavall del segle xix i el segle xx. El 1904 va prendre part en els Jocs Olímpics de Saint Louis en la prova del joc d'estirar la corda, en què guanyà la medalla d'or formant part de l'equip Milwaukee Athletic Club, junt a Sidney Johnson, Patrick Flanagan, Conrad Magnusson i Henry Seiling. També participà en la prova d'aixecament a dues mans del programa d'halterofília, en què quedà en quarta posició.